# تل الفرس

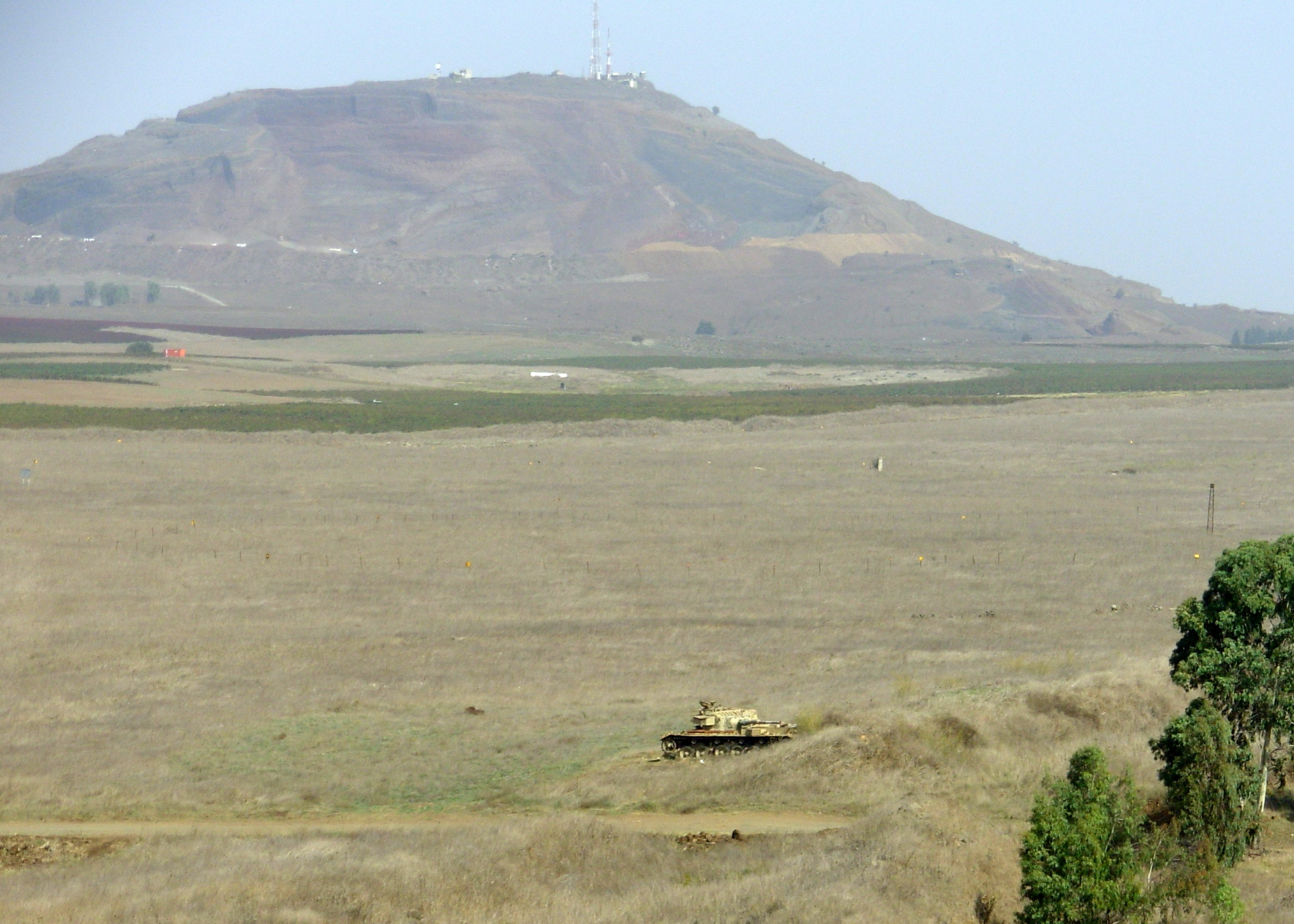
تل الفرس

تل الفرس جبل في الجولان في سوريا ،ترجم اسمه إلى هار بيرس (بالعبرية: הר פרס‏) ، وهو منطقة صخرية بركانية ينحدر الجبل باتجاه الشرق لمسافة 3 كيلو متر ليشكل وادي الرقاد أحد اودية الجولان السوري.

## وصلات خارجية
- http://www.tulkrm.org/modules.php?name=News&file=article&sid=900&mode=thread&order=0&thold=0